# World Maritime University
La World Maritime University (WMU) è un'università, specializzata in campo marittimo, fondata nel 1983 a Malmö, in Svezia, per iniziativa dell'Organizzazione marittima internazionale (IMO).
Al 2021 l'offerta formativa comprende corsi post laurea e di specializzazione in discipline marittime, trasporti marittimi e logistica, management della sicurezza e della sostenibilità in campo navale, due programmi dottorali (uno dei quali in collaborazione con l'International Maritime Law Institute, anch'esso emanazione dell'IMO) e corsi di formazione ed aggiornamento executive

## Storia
L'ateneo, co-finanziato dal governo svedese, opera come centro di eccellenza dell'IMO per la formazione e la ricerca nel settore marittimo, anche in riferimento alla sicurezza, allo sviluppo di competenze ed alla sostenibilità ambientale . Oltre alla sede di Malmö dispone di due campus in Cina, rispettivamente a Shanghai e Dalian.
Al 2017 gli studenti che avevano conseguito un titolo presso la WMU erano 4654 da 167 diversi paesi